# Allium iatrouinum
Allium iatrouinum — вид рослин з родини амарилісових (Amaryllidaceae); ендемік Греції. Вид названий на честь Григорія Ятроу, професора систематики рослин та фітогеографії в Університеті Патра.

## Опис
Цибулини яйцеподібні, скупчені, 10–17 × 7–9 мм, з коричневими оболонками. Стебло гнучке висотою 13–16 см, вкрите листовими піхвами на 3/4–4/5 довжини. Листків 3–4, ниткоподібні, субциліндричні, 12–19 см завдовжки, значно перевищуючи суцвіття. Суцвіття однобічне, з (1)2–3(4) квітками. Оцвітина циліндрично-дзвінчаста; листочки оцвітини рожеві з темнішою зеленувато-пурпурною серединною жилкою, зовнішня 6.5–7.5 × 1.5–2.0 мм, довгаста, ширша посередині, внутрішня 6.0–7.0 × 0.8–1.2 мм, вузько довгаста, ширша у верхній частині. Коробочка триклапанна, субкуляста, діаметром 2.5–3.5 мм. 2n = 14. Цвіте з кінця червня до кінця липня.

## Поширення
Ендемік Греції — Західно-Егейські острови, Острів Еввія.
Росте в щілинах метаморфних гірських порід на 1000–1050 м н. р. м..